# 汪闻韶
汪闻韶（1919年3月15日—2007年10月7日），江苏苏州人，中国地基抗震学家。1943年毕业于中央大学水利系。1949年获美国艾奥瓦大学硕士学位，1952年获伊利诺伊理工学院博士学位。曾任中国水利水电科学研究院教授级高级工程师。从事结合水利水电工程建设和水工建筑物地震震害分析和抗震设计中饱和土液化问题的研究。1980当选为中国科学院院士（学部委员）。